# Confrontos entre Atlético Mineiro e Flamengo no futebol
Os confrontos entre Atlético Mineiro e Flamengo constituem um grande clássico do futebol brasileiro, conhecido também como Superclássico do Brasil.
É uma das maiores rivalidades interestaduais do Brasil, iniciada na década de 1980, com confrontos decisivos no Campeonato Brasileiro, na Copa Libertadores da América e na Copa do Brasil.
Segundo a versão do Flamengo, foram 132 jogos e 367 gols marcados, sendo 43 vitórias para o Atlético Mineiro, com 179 gols marcados, 55 vitórias para o Flamengo, com 189 gols marcados e 34 empates. O Atlético contabiliza dois jogos a mais, o que resulta no retrospecto de 134 jogos e 375 gols, com 43 vitórias e 182 gols alvinegros, 57 vitórias e 194 gols rubro-negros, e mais 34 empates.

## História
O primeiro jogo entre Atlético Mineiro e Flamengo ocorreu em 16 de junho de 1929. Os Rubro-negros venceram o Galo por 3 a 2, no recém-inaugurado Estádio Antônio Carlos, em Belo Horizonte.
A rivalidade nasceu na época em que os clubes possuíam dois dos melhores elencos do Brasil, quando jogadores de ambas as equipes figuravam como destaques na Seleção Brasileira. O time de Belo Horizonte contava com grandes nomes como João Leite, Reinaldo, Luizinho, Toninho Cerezo, Palhinha e Éder Aleixo e a equipe da Gávea tinha em seu elenco estrelas como Raul Plassmann, Leandro, Mozer, Andrade, Júnior, Zico e Nunes.
Não foi surpresa, portanto, quando, em 1980, Flamengo e Atlético se enfrentaram pelo título do Campeonato Brasileiro. Na partida de ida, no Mineirão, mais de 100 mil atleticanos assistiram à um jogo truncado, mas fizeram estádio balançar com o gol de Reinaldo, que garantiu a vitória ao Galo por 1 a 0. Quatro dias depois, as equipes fariam o confronto derradeiro. 
O Flamengo se dizia imbatível dentro do Maracanã, mas o Atlético contava com a vantagem do empate para chegar à glória. O Rubro-Negro ficou em vantagem duas vezes durante o jogo, Reinaldo empatou as duas vezes, mesmo assim, foi decretada a vitória por 3 a 2 e o título do time carioca depois de mais um gol de desempate (mesmo com o placar agregado terminando empatado em 3 a 3, o Flamengo tinha a vantagem do desempate por ter melhor campanha nas semifinais, e não se tinha o critério de gol fora de casa). O Flamengo pôde comemorar pela primeira vez o título de Campeão Brasileiro, se igualando a seu oponente.
No ano seguinte, uma polêmica partida para definir vaga na fase final da Copa Libertadores da América esquentou a rivalidade. O jogo foi realizado no estádio Serra Dourada (Goiás) e o que tinha tudo para ser um grande jogo, terminou precocemente aos 37 de primeiro tempo. José Roberto Wright, que comandava a partida, passou de coadjuvante a protagonista ao expulsar cinco jogadores mineiros. Reinaldo foi o primeiro a receber o cartão vermelho por falta em Zico, iniciando uma confusão generalizada entre atleticanos e o árbitro. O Rubro-Negro conseguiria, ali, a vaga para a fase semifinal da Libertadores. A torcida atleticana ficou indignada com a arbitragem daquela partida, que gera reclamações e polêmicas até hoje.
A partir daí, os duelos passaram a ser ainda mais brigados, gerando mais confrontos memoráveis pelo Campeonato Brasileiro e outras competições. 
Pelo Campeonato Brasileiro de 1986, Atlético e Flamengo duelaram pelas oitavas de final. Após um empate em 1 a 1 no Maracanã no jogo de ida, o Galo eliminou o Rubro-negro no Mineirão, vencendo por 1 a 0, com gol de pênalti de Nelinho ao fim do primeiro tempo.
Em 1987, uma histórica partida mobilizaria milhares de torcedores em todo Brasil: os clubes se enfrentaram pela semifinal da Copa União. O jogo de ida foi realizado no Maracanã e terminou com vitória rubro-negra por 1 a 0. O Flamengo precisava de apenas um empate fora de casa, e, mostrando sua força no Mineirão, eliminou o time mineiro de mais uma importante competição, ganhando a partida por 3 a 2, com golaço de Renato Gaúcho no final do jogo.
Em 1999, outro confronto perante um Mineirão lotado. Mesmo o ótimo elenco do Rubro-Negro, que contava com Romário, não conseguiu parar o artilheiro do Galo, Guilherme, que marcou três gols na partida e decretou a elástica vitória alvinegra por 3 a 0.
Em 2004, pela 41ª rodada do Brasileirão, o Atlético aplicou sua maior goleada contra o rival carioca. Alex Mineiro fez dois gols, contribuindo para uma das maiores goleadas sofridas na história do Flamengo: 6 a 1 para o Atlético Mineiro no Estádio Ipatingão.
Em 2006, resultado positivo para o Flamengo. Nas quartas de final da Copa do Brasil daquele ano, o Flamengo aplicou uma goleada no jogo de ida, em casa, por 4 a 1. No segundo jogo, empate de 0 a 0, que garantiu a classificação do clube carioca para as semifinais.
Em 2008, uma grande atuação de Renan Oliveira ajudou o Atlético a derrotar o Flamengo. Mais de 85 mil rubro-negros assistiram uma vitória do Galo, em pior fase no Campeonato, por 3 a 0.
No ano seguinte, veio a revanche rubro-negra. Pela 34ª rodada do Campeonato Brasileiro, os times se enfrentaram no Mineirão, ambos visando à liderança do Campeonato; o Atlético era o terceiro colocado, com 56 pontos, a dois pontos do líder Palmeiras, ao passo que o Flamengo vinha em quarto, com 54 pontos. Estavam em campo os dois artilheiros do campeonato: Diego Tardelli, do Galo, com 18 gols, e Adriano Imperador, do Flamengo, com 17. Com direito a gol olímpico do sérvio Dejan Petković e outro de Adriano — que empataria na liderança da artilharia com Tardelli — o Flamengo venceu por 3 a 1 e prosseguiu a campanha que culminaria com o título brasileiro. Já o Atlético aparentou se abalar com a derrota e veio a perder os quatro jogos restantes no Campeonato, terminando na sétima colocação.
Em 2014, Atlético e Flamengo voltaram a se enfrentar, desta vez disputando a semifinal da Copa do Brasil. No primeiro jogo, o Flamengo derrotou o Atlético por 2 a 0. No jogo de volta, no Mineirão, o Flamengo fez 1 a 0 já aos 34 do primeiro tempo, ampliando o placar agregado para 3 a 0. Porém, o Atlético emplacou uma virada genial, marcando quatro gols e vencendo a partida por 4 a 1, alcançando a remontada no placar agregado e assim se classificando para a final, na qual seria campeão contra o rival Cruzeiro.
No começo da temporada 2022, o Atlético, campeão do Campeonato Brasileiro e da Copa do Brasil em 2021, e o Flamengo, vice-campeão brasileiro da temporada passada, realizaram a decisão da Supercopa do Brasil de 2022, disputada na Arena Pantanal. Depois de um empate em 2 a 2 no tempo normal, o Galo se sagrou campeão da Supercopa pela primeira vez em uma longa disputa de pênaltis, terminada em 8 a 7 para os mineiros.
Nesse mesmo ano, Atlético e Flamengo se enfrentaram outra vez na Copa do Brasil, agora pelas oitavas de final. O clube mineiro ganhou o jogo de ida por 2 a 1, no Mineirão. Porém, foi o Flamengo que se classificou para as quartas de final. Na partida de volta, disputada no Maracanã, o Rubro-negro venceu o Galo por 2 a 0, com dois gols de Arrascaeta, e eliminou a equipe mineira, virando a disputa para 3 a 2 no placar agregado.
Pela 36ª rodada do Campeonato Brasileiro de 2023, os times se enfrentaram no Maracanã almejando a liderança. O Flamengo ocupava a segunda posição, com 63 pontos, atrás do Palmeiras pelo saldo de gols. Já o Atlético estava em quarto, com 60 pontos. Com gols de Paulinho, Edenílson e Rubens, o Galo venceu seu rival fora de casa, por 3 a 0, ultrapassando o time carioca. Ao fim do campeonato, nenhum dos dois times se sagrou campeão: o Atlético terminou na terceira colocação e o Flamengo, na quarta.
Em 2024, pelo primeiro turno do Campeonato Brasileiro, ocorreu o primeiro confronto entre as equipes na Arena MRV, novo estádio próprio do Atlético Mineiro, construído no ano anterior. A primeira vitória no novo palco veio do lado carioca, com o Flamengo derrotando o alvinegro por 4 a 2.
Também em 2024, ambos os times voltaram a se enfrentar em uma final, nesse caso pela Copa do Brasil. O Flamengo venceu a ida no Maracanã por 3 a 1, com um gol de Arrascaeta, dois de Gabigol e Alan Kardec diminuindo para os mineiros. A partida de volta, na Arena MRV, terminou em nova vitória rubro-negra, dessa vez por 1 a 0 com gol de Gonzalo Plata, decretando uma larga vitória no agregado por 4 a 1 e o pentacampeonato da competição ao Flamengo. A vitória também tornou o Rubro-Negro o primeiro clube a ser campeão na nova casa do Atlético.

## Lista de todos os jogos disputados
Abaixo, a relação completa das mais de 100 partidas disputadas entre Atlético Mineiro e Flamengo:
| #   | Data                    | Estádio                             | Atlético | x | Flamengo | Campeonato                           | A  | E  | F  |
| --- | ----------------------- | ----------------------------------- | -------- | - | -------- | ------------------------------------ | -- | -- | -- |
| 1   | 16 de junho de 1929     | Antônio Carlos                      | 2        | x | 3        | Amistoso                             | 0  | 0  | 1  |
| 2   | 22 de junho de 1930     | Antônio Carlos                      | 2        | x | 2        | Amistoso                             | 0  | 1  | 1  |
| 3   | 25 de março de 1934     | Antônio Carlos                      | 3        | x | 1        | Amistoso                             | 1  | 1  | 1  |
| 4   | 10 de março de 1935     | Antônio Carlos                      | 4        | x | 0        | Amistoso                             | 2  | 1  | 1  |
| 5   | 3 de maio de 1936       | Laranjeiras                         | 0        | x | 2        | Amistoso                             | 2  | 1  | 2  |
| 6   | 11 de abril de 1937     | Laranjeiras                         | 3        | x | 5        | Amistoso                             | 2  | 1  | 3  |
| 7   | 18 de agosto de 1938    | Laranjeiras                         | 1        | x | 5        | Amistoso                             | 2  | 1  | 4  |
| 8   | 9 de junho de 1943      | Antônio Carlos                      | 1        | x | 1        | Amistoso                             | 2  | 2  | 4  |
| 9   | 9 de fevereiro de 1947  | Antônio Carlos                      | 0        | x | 2        | Amistoso                             | 2  | 2  | 5  |
| 10  | 19 de junho de 1947     | Laranjeiras                         | 2        | x | 1        | Amistoso                             | 3  | 2  | 5  |
| 11  | 15 de novembro de 1949  | Gávea                               | 1        | x | 1        | Amistoso                             | 3  | 3  | 5  |
| 12  | 18 de janeiro de 1951   | General Severiano                   | 3        | x | 3        | Amistoso                             | 3  | 4  | 5  |
| 13  | 27 de janeiro de 1951   | Alameda                             | 2        | x | 2        | Amistoso                             | 3  | 5  | 5  |
| 14  | 8 de fevereiro de 1953  | Independência                       | 1        | x | 2        | Amistoso                             | 3  | 5  | 6  |
| 15  | 16 de julho de 1953     | Estádio Justiniano de Mello e Silva | 1        | x | 0        | Amistoso                             | 4  | 5  | 6  |
| 16  | 5 de junho de 1955      | Independência                       | 2        | x | 1        | Torneio Triangular de Belo Horizonte | 5  | 5  | 6  |
| 17  | 15 de novembro de 1955  | Maracanã                            | 0        | x | 4        | Amistoso                             | 5  | 5  | 7  |
| 18  | 11 de julho de 1957     | Alameda                             | 1        | x | 2        | Amistoso                             | 5  | 5  | 8  |
| 19  | 17 de dezembro de 1960  | Independência                       | 2        | x | 2        | Torneio Quadrangular Ricardo Serran  | 5  | 6  | 8  |
| 20  | 23 de março de 1963     | Independência                       | 1        | x | 2        | Amistoso                             | 5  | 6  | 9  |
| 21  | 3 de junho de 1965      | Independência                       | 0        | x | 0        | Torneio Hexagonal de Belo Horizonte  | 5  | 7  | 9  |
| 22  | 20 de janeiro de 1966   | Mineirão                            | 1        | x | 3        | Amistoso                             | 5  | 7  | 10 |
| 23  | 6 de fevereiro de 1966  | Mineirão                            | 0        | x | 1        | Torneio Quadrangular Magalhães Pinto | 5  | 7  | 11 |
| 24  | 16 de novembro de 1966  | Mineirão                            | 2        | x | 1        | Amistoso                             | 6  | 7  | 11 |
| 25  | 21 de fevereiro de 1967 | Mineirão                            | 2        | x | 2        | Amistoso                             | 6  | 8  | 11 |
| 26  | 2 de abril de 1967      | Mineirão                            | 3        | x | 1        | Torneio Roberto Gomes Pedrosa        | 7  | 8  | 11 |
| 27  | 16 de outubro de 1968   | Mineirão                            | 0        | x | 0        | Torneio Roberto Gomes Pedrosa        | 7  | 9  | 11 |
| 28  | 10 de dezembro de 1968  | Mineirão                            | 2        | x | 2        | Amistoso                             | 7  | 10 | 11 |
| 29  | 15 de outubro de 1969   | Maracanã                            | 3        | x | 1        | Torneio Roberto Gomes Pedrosa        | 8  | 10 | 11 |
| 30  | 2 de dezembro de 1970   | Maracanã                            | 0        | x | 1        | Torneio Roberto Gomes Pedrosa        | 8  | 10 | 12 |
| 31  | 24 de janeiro de 1971   | Mineirão                            | 0        | x | 0        | Torneio do Povo                      | 8  | 11 | 12 |
| 32  | 19 de fevereiro de 1971 | Mineirão                            | 3        | x | 3        | Torneio do Povo                      | 8  | 12 | 12 |
| 33  | 21 de agosto de 1971    | Maracanã                            | 1        | x | 0        | Campeonato Brasileiro                | 9  | 12 | 12 |
| 34  | 23 janeiro de 1972      | Mineirão                            | 2        | x | 1        | Amistoso                             | 10 | 12 | 12 |
| 35  | 6 de fevereiro de 1972  | Maracanã                            | 0        | x | 2        | Torneio do Povo                      | 10 | 12 | 13 |
| 36  | 1 de maio de 1972       | Mineirão                            | 0        | x | 0        | Taça do Trabalho                     | 10 | 13 | 13 |
| 37  | 21 de setembro de 1972  | Maracanã                            | 0        | x | 1        | Campeonato Brasileiro                | 10 | 13 | 14 |
| 38  | 28 de janeiro de 1973   | Mineirão                            | 2        | x | 3        | Torneio do Povo                      | 10 | 13 | 15 |
| 39  | 16 de setembro de 1973  | Mineirão                            | 3        | x | 0        | Campeonato Brasileiro                | 11 | 13 | 15 |
| 40  | 29 de novembro de 1973  | Mineirão                            | 2        | x | 1        | Campeonato Brasileiro                | 12 | 13 | 15 |
| 41  | 4 de novembro de 1975   | Mineirão                            | 1        | x | 1        | Campeonato Brasileiro                | 12 | 14 | 15 |
| 42  | 31 de outubro de 1976   | Maracanã                            | 1        | x | 2        | Campeonato Brasileiro                | 12 | 14 | 16 |
| 43  | 6 de agosto de 1978     | Mineirão                            | 0        | x | 2        | Amistoso                             | 12 | 14 | 17 |
| 44  | 6 de abril de 1979      | Maracanã                            | 1        | x | 5        | Amistoso                             | 12 | 14 | 18 |
| 45  | 13 de fevereiro de 1980 | Mineirão                            | 2        | x | 1        | Amistoso                             | 13 | 14 | 18 |
| 46  | 1 de maio de 1980       | Mineirão                            | 0        | x | 1        | Amistoso                             | 13 | 14 | 19 |
| 47  | 28 de maio de 1980      | Mineirão                            | 1        | x | 0        | Campeonato Brasileiro                | 14 | 14 | 19 |
| 48  | 1 de junho de 1980      | Maracanã                            | 2        | x | 3        | Campeonato Brasileiro                | 14 | 14 | 20 |
| 49  | 8 de março de 1981      | Maracanã                            | 1        | x | 2        | Campeonato Brasileiro                | 14 | 14 | 21 |
| 50  | 25 de março de 1981     | Mineirão                            | 0        | x | 0        | Campeonato Brasileiro                | 14 | 15 | 21 |
| 51  | 3 de julho de 1981      | Mineirão                            | 2        | x | 2        | Copa Libertadores                    | 14 | 16 | 21 |
| 52  | 7 de agosto de 1981     | Maracanã                            | 2        | x | 2        | Copa Libertadores                    | 14 | 17 | 21 |
| 53  | 21 de agosto de 1981    | Serra Dourada                       | 0        | x | 0        | Copa Libertadores                    | 14 | 18 | 21 |
| 54  | 7 de março de 1982      | Maracanã                            | 1        | x | 2        | Campeonato Brasileiro                | 14 | 18 | 22 |
| 55  | 14 de março de 1982     | Mineirão                            | 3        | x | 1        | Campeonato Brasileiro                | 15 | 18 | 22 |
| 56  | 27 de janeiro de 1985   | Mineirão                            | 1        | x | 1        | Campeonato Brasileiro                | 15 | 19 | 22 |
| 57  | 10 de março de 1985     | Maracanã                            | 1        | x | 0        | Campeonato Brasileiro                | 16 | 19 | 22 |
| 58  | 1 de fevereiro de 1987  | Maracanã                            | 1        | x | 1        | Campeonato Brasileiro                | 16 | 20 | 22 |
| 59  | 4 de fevereiro de 1987  | Mineirão                            | 1        | x | 0        | Campeonato Brasileiro                | 17 | 20 | 22 |
| 60  | 1 de novembro de 1987   | Mineirão                            | 1        | x | 0        | Campeonato Brasileiro                | 18 | 20 | 22 |
| 61  | 29 de novembro de 1987  | Maracanã                            | 0        | x | 1        | Campeonato Brasileiro                | 18 | 20 | 23 |
| 62  | 2 de dezembro de 1987   | Mineirão                            | 2        | x | 3        | Campeonato Brasileiro                | 18 | 20 | 24 |
| 63  | 18 de dezembro de 1988  | Maracanã                            | 0        | x | 2        | Campeonato Brasileiro                | 18 | 20 | 25 |
| 64  | 7 de setembro de 1989   | Maracanã                            | 0        | x | 0        | Campeonato Brasileiro                | 18 | 21 | 25 |
| 65  | 22 de setembro de 1990  | Maracanã                            | 1        | x | 1        | Campeonato Brasileiro                | 18 | 22 | 25 |
| 66  | 30 de março de 1991     | Gávea                               | 3        | x | 1        | Campeonato Brasileiro                | 19 | 22 | 25 |
| 67  | 11 de março de 1992     | Mineirão                            | 1        | x | 1        | Campeonato Brasileiro                | 19 | 23 | 25 |
| 68  | 8 de fevereiro de 1995  | Mineirão                            | 3        | x | 2        | Amistoso                             | 20 | 23 | 25 |
| 69  | 19 de novembro de 1995  | Mineirão                            | 2        | x | 1        | Campeonato Brasileiro                | 21 | 23 | 25 |
| 70  | 8 de agosto de 1996     | Maracanã                            | 1        | x | 2        | Campeonato Brasileiro                | 21 | 23 | 26 |
| 71  | 10 de junho de 1997     | Mané Garrincha                      | 0        | x | 1        | Torneio Quadrangular de Brasília     | 21 | 23 | 27 |
| 72  | 12 de agosto de 1997    | Mineirão                            | 2        | x | 4        | Campeonato Brasileiro                | 21 | 23 | 28 |
| 73  | 3 de outubro de 1998    | Maracanã                            | 2        | x | 3        | Campeonato Brasileiro                | 21 | 23 | 29 |
| 74  | 29 de setembro de 1999  | Mineirão                            | 3        | x | 0        | Campeonato Brasileiro                | 22 | 23 | 29 |
| 75  | 2 de setembro de 2000   | Mineirão                            | 1        | x | 2        | Campeonato Brasileiro                | 22 | 23 | 30 |
| 76  | 21 de outubro de 2001   | Serejão                             | 2        | x | 1        | Campeonato Brasileiro                | 23 | 23 | 30 |
| 77  | 22 de setembro de 2002  | Mineirão                            | 0        | x | 3        | Campeonato Brasileiro                | 23 | 23 | 31 |
| 78  | 13 de julho de 2003     | Mineirão                            | 1        | x | 0        | Campeonato Brasileiro                | 24 | 23 | 31 |
| 79  | 6 de novembro de 2003   | Maracanã                            | 2        | x | 3        | Campeonato Brasileiro                | 24 | 23 | 32 |
| 80  | 24 de julho de 2004     | Raulino de Oliveira                 | 0        | x | 0        | Campeonato Brasileiro                | 24 | 24 | 32 |
| 81  | 14 de novembro de 2004  | Ipatingão                           | 6        | x | 1        | Campeonato Brasileiro                | 25 | 24 | 32 |
| 82  | 3 de julho de 2005      | Mineirão                            | 3        | x | 1        | Campeonato Brasileiro                | 26 | 24 | 32 |
| 83  | 11 de outubro de 2005   | Estádio Luso-Brasileiro             | 2        | x | 1        | Campeonato Brasileiro                | 27 | 24 | 32 |
| 84  | 26 de abril de 2006     | Maracanã                            | 1        | x | 4        | Copa do Brasil                       | 27 | 24 | 33 |
| 85  | 3 de maio de 2006       | Mineirão                            | 0        | x | 0        | Copa do Brasil                       | 27 | 25 | 33 |
| 86  | 4 de julho de 2007      | Mineirão                            | 1        | x | 1        | Campeonato Brasileiro                | 27 | 26 | 33 |
| 87  | 29 de setembro de 2007  | Maracanã                            | 0        | x | 1        | Campeonato Brasileiro                | 27 | 26 | 34 |
| 88  | 9 de julho de 2008      | Mineirão                            | 1        | x | 1        | Campeonato Brasileiro                | 27 | 27 | 34 |
| 89  | 11 de outubro de 2008   | Maracanã                            | 3        | x | 0        | Campeonato Brasileiro                | 28 | 27 | 34 |
| 90  | 30 de julho de 2009     | Maracanã                            | 1        | x | 3        | Campeonato Brasileiro                | 28 | 27 | 35 |
| 91  | 8 de novembro de 2009   | Mineirão                            | 1        | x | 3        | Campeonato Brasileiro                | 28 | 27 | 36 |
| 92  | 26 de agosto de 2010    | Maracanã                            | 0        | x | 0        | Campeonato Brasileiro                | 28 | 28 | 36 |
| 93  | 13 de novembro de 2010  | Arena do Jacaré                     | 4        | x | 1        | Campeonato Brasileiro                | 29 | 28 | 36 |
| 94  | 25 de junho de 2011     | Nilton Santos                       | 1        | x | 4        | Campeonato Brasileiro                | 29 | 28 | 37 |
| 95  | 21 de setembro de 2011  | Arena do Jacaré                     | 1        | x | 1        | Campeonato Brasileiro                | 29 | 29 | 37 |
| 96  | 26 de setembro de 2012  | Nilton Santos                       | 1        | x | 2        | Campeonato Brasileiro                | 29 | 29 | 38 |
| 97  | 31 de outubro de 2012   | Independência                       | 1        | x | 1        | Campeonato Brasileiro                | 29 | 30 | 38 |
| 98  | 4 de agosto de 2013     | Mané Garrincha                      | 0        | x | 3        | Campeonato Brasileiro                | 29 | 30 | 39 |
| 99  | 20 de outubro de 2013   | Independência                       | 1        | x | 0        | Campeonato Brasileiro                | 30 | 30 | 39 |
| 100 | 20 de agosto de 2014    | Maracanã                            | 1        | x | 2        | Campeonato Brasileiro                | 30 | 30 | 40 |
| 101 | 29 de outubro de 2014   | Maracanã                            | 0        | x | 2        | Copa do Brasil                       | 30 | 30 | 41 |
| 102 | 5 de novembro 2014      | Mineirão                            | 4        | x | 1        | Copa do Brasil                       | 31 | 30 | 41 |
| 103 | 19 de novembro de 2014  | Independência                       | 4        | x | 0        | Campeonato Brasileiro                | 32 | 30 | 41 |
| 104 | 20 de junho de 2015     | Maracanã                            | 2        | x | 0        | Campeonato Brasileiro                | 33 | 30 | 41 |
| 105 | 20 de setembro de 2015  | Independência                       | 4        | x | 1        | Campeonato Brasileiro                | 34 | 30 | 41 |
| 106 | 27 de janeiro de 2016   | Mineirão                            | 0        | x | 2        | Primeira Liga                        | 34 | 30 | 42 |
| 107 | 10 de julho de 2016     | Mané Garrincha                      | 0        | x | 2        | Campeonato Brasileiro                | 34 | 30 | 43 |
| 108 | 29 de outubro de 2016   | Mineirão                            | 2        | x | 2        | Campeonato Brasileiro                | 34 | 31 | 43 |
| 109 | 13 de maio de 2017      | Maracanã                            | 1        | x | 1        | Campeonato Brasileiro                | 34 | 32 | 43 |
| 110 | 13 de agosto de 2017    | Independência                       | 2        | x | 0        | Campeonato Brasileiro                | 35 | 32 | 43 |
| 111 | 26 de maio de 2018      | Independência                       | 0        | x | 1        | Campeonato Brasileiro                | 35 | 32 | 44 |
| 112 | 23 de setembro de 2018  | Maracanã                            | 1        | x | 2        | Campeonato Brasileiro                | 35 | 32 | 45 |
| 113 | 18 de maio de 2019      | Independência                       | 2        | x | 1        | Campeonato Brasileiro                | 36 | 32 | 45 |
| 114 | 10 de outubro de 2019   | Maracanã                            | 1        | x | 3        | Campeonato Brasileiro                | 36 | 32 | 46 |
| 115 | 9 de agosto de 2020     | Maracanã                            | 1        | x | 0        | Campeonato Brasileiro                | 37 | 32 | 46 |
| 116 | 8 de novembro de 2020   | Mineirão                            | 4        | x | 0        | Campeonato Brasileiro                | 38 | 32 | 46 |
| 117 | 7 de julho de 2021      | Mineirão                            | 2        | x | 1        | Campeonato Brasileiro                | 39 | 32 | 46 |
| 118 | 30 de outubro de 2021   | Maracanã                            | 0        | x | 1        | Campeonato Brasileiro                | 39 | 32 | 47 |
| 119 | 20 de fevereiro de 2022 | Arena Pantanal                      | 2        | x | 2        | Supercopa do Brasil                  | 39 | 33 | 47 |
| 120 | 19 de junho de 2022     | Mineirão                            | 2        | x | 0        | Campeonato Brasileiro                | 40 | 33 | 47 |
| 121 | 22 de junho de 2022     | Mineirão                            | 2        | x | 1        | Copa do Brasil                       | 41 | 33 | 47 |
| 122 | 13 de julho de 2022     | Maracanã                            | 0        | x | 2        | Copa do Brasil                       | 41 | 33 | 48 |
| 123 | 15 de outubro de 2022   | Maracanã                            | 0        | x | 1        | Campeonato Brasileiro                | 41 | 33 | 49 |
| 124 | 29 de julho de 2023     | Independência                       | 1        | x | 2        | Campeonato Brasileiro                | 41 | 33 | 50 |
| 125 | 29 de novembro de 2023  | Maracanã                            | 3        | x | 0        | Campeonato Brasileiro                | 42 | 33 | 50 |
| 126 | 3 de julho de 2024      | Arena MRV                           | 2        | x | 4        | Campeonato Brasileiro                | 42 | 33 | 51 |
| 127 | 3 de novembro de 2024   | Maracanã                            | 1        | x | 3        | Copa do Brasil                       | 42 | 33 | 52 |
| 128 | 10 de novembro de 2024  | Arena MRV                           | 0        | x | 1        | Copa do Brasil                       | 42 | 33 | 53 |
| 129 | 13 de novembro de 2024  | Maracanã                            | 0        | x | 0        | Campeonato Brasileiro                | 42 | 34 | 53 |
| 130 | 27 de julho de 2025     | Maracanã                            | 0        | x | 1        | Campeonato Brasileiro                | 42 | 34 | 54 |
| 131 | 31 de julho de 2025     | Maracanã                            | 1        | x | 0        | Copa do Brasil                       | 43 | 34 | 54 |
| 132 | 6 de agosto de 2025     | Arena MRV                           | 0        | x | 1        | Copa do Brasil                       | 43 | 34 | 55 |

## Principais jogos

### Campeonato Brasileiro 1980
- O Flamengo derrota o Atlético na final e conquista seu primeiro título nacional.

### Copa Libertadores 1981
- O Flamengo avança à fase final eliminando o Atlético em um polêmico jogo de desempate.

### Campeonato Brasileiro 1986
- O Atlético elimina o Flamengo nas oitavas de finais.

### Campeonato Brasileiro 1987
- O Flamengo elimina o Atlético na semifinal da Copa União e avança à final.

### Copa do Brasil 2006
- O Flamengo elimina o Atlético nas quartas de finais.

### Copa do Brasil 2014
- O Atlético elimina o Flamengo nas semifinais, de virada.

### Supercopa do Brasil 2022
- O Atlético é campeão em jogo contra o Flamengo.

### Copa do Brasil 2022
- O Flamengo elimina o Atlético nas oitavas de finais.[10]

### Copa do Brasil 2024
- O Flamengo derrota o Atlético na final e conquista o título.[9]

### Copa do Brasil 2025
- O Atlético elimina o Flamengo nas oitavas de finais.

## Maiores goleadas
- A favor do Atlético: 6–1, em 14 de novembro de 2004
- A favor do Flamengo: 5–1, em 6 de abril de 1979

## Maiores públicos
| Nº | Data                    | Público (pagante)         | Mandante | Placar | Visitante | Competição                                  | Estádio       | Ref.   |
| -- | ----------------------- | ------------------------- | -------- | ------ | --------- | ------------------------------------------- | ------------- | ------ |
| 1  | 1 de junho de 1980      | 154 355                   | Flamengo | 3–2    | Atlético  | Brasileiro, final, volta                    | Maracanã      | [ 11 ] |
| 2  | 6 de abril de 1979      | 139 953                   | Flamengo | 5–1    | Atlético  | Amistoso                                    | Maracanã      | [ 11 ] |
| 3  | 29 de novembro de 1987  | 118 162                   | Flamengo | 1–0    | Atlético  | Brasileiro, Módulo Verde, semifinais, ida   | Maracanã      | [ 11 ] |
| 4  | 13 de fevereiro de 1980 | 115 142                   | Atlético | 2–1    | Flamengo  | Amistoso                                    | Mineirão      | [ 11 ] |
| 5  | 4 de fevereiro de 1987  | 107 497                   | Atlético | 1–0    | Flamengo  | Brasileiro de 1986, oitavas, volta          | Mineirão      | [ 11 ] |
| 6  | 28 de maio de 1980      | 90 028                    | Atlético | 1–0    | Flamengo  | Brasileiro, final, ida                      | Mineirão      | [ 11 ] |
| 7  | 2 de dezembro de 1987   | 84 929                    | Atlético | 2–3    | Flamengo  | Brasileiro, Módulo Verde, semifinais, volta | Mineirão      | [ 11 ] |
| 8  | 25 de março de 1981     | 81 867                    | Atlético | 0–0    | Flamengo  | Brasileiro, segunda fase, grupo H           | Mineirão      | [ 11 ] |
| 9  | 11 de outubro de 2008   | 77 387                    | Flamengo | 0–3    | Atlético  | Brasileiro                                  | Maracanã      | [ 11 ] |
| 10 | 7 de março de 1982      | 71 450                    | Flamengo | 2–1    | Atlético  | Brasileiro                                  | Maracanã      | [ 11 ] |
| 11 | 21 de agosto de 1981    | 71 157                    | Atlético | 0–0    | Flamengo  | Copa Libertadores                           | Serra Dourada | [ 11 ] |
| 12 | 29 de setembro de 1999  | 70 078                    | Atlético | 3–0    | Flamengo  | Brasileiro, primeira fase                   | Mineirão      | [ 11 ] |
| 13 | 2 de dezembro de 1970   | 69 156                    | Flamengo | 1–0    | Atlético  | Robertão                                    | Maracanã      | [ 11 ] |
| 14 | 19 de novembro de 1995  | 67 799                    | Atlético | 2–1    | Flamengo  | Brasileiro                                  | Mineirão      | [ 11 ] |
| 15 | 13 de julho de 2022     | 62 624                    | Flamengo | 2–0    | Atlético  | Copa do Brasil, oitavas                     | Maracanã      | [ 10 ] |
| —  | 3 de julho de 2024      | 39 993                    | Atlético | 2–4    | Flamengo  | Brasileiro, 14.ª rodada                     | Arena MRV     | [ 12 ] |
| —  | 26 de setembro de 2012  | 34 116 (39 060 presentes) | Flamengo | 2–1    | Atlético  | Brasileiro, 14.ª rodada                     | Nilton Santos | [ 13 ] |
| —  | 20 de setembro de 2015  | 20 203                    | Atlético | 4–1    | Flamengo  | Brasileiro, 27.ª rodada                     | Independência | [ 14 ] |